# Utqiaġvik
Utqiaġvik eller Utqiagvik (tidigare: Barrow) är en ort (city) i North Slope Borough i delstaten Alaska i USA. Orten har 4 928 invånare (2020), på en yta av 55,63 km². Utqiaġvik är huvudorten i North Slope Borough. Det är den nordligaste bosättningen i USA och på Nordamerikas fastland. Näraliggande Point Barrow är den nordligaste punkten i USA.
I staden råder arktiskt klimat, mycket låg nederbörd, och extrem molnighet. Temperaturen klättrar sällan över 10 °C, knappt mitt på sommaren och det inträffar ofta att snö ligger kvar året om i Utqiaġvik. Omgivningarna består av tundra och utstickande är de sjöar som formats av de hårda vindarna som blåser rakt norrifrån.
Inga bilvägar går till Utqiaġvik. Transporter till och från staden sker vanligen med flygplan. Till stadens flygplats Wiley Post–Will Rogers Memorial Airport går flyg till och från Anchorage. Till närliggande småorter kan man ta sig med traktor, eller med släde på vintern.

## Namn
I en folkomröstning 4 oktober 2016 fattades beslut om att ändra namnet från Barrow till Utqiaġvik, vilket blev officiellt 1 december samma år. Utqiaġvik är ortens ursprungliga namn på språket iñupiaq som talas av inuiter i Alaska. Inuiterna utgjorde cirka 61 procent av invånarna i Utqiaġvik i december år 2022.